# Васильев, Борис Петрович
Борис Петрович Васильев (20 июня 1928, Крымская АССР — неизвестно) — советский рабочий. Герой Социалистического Труда (1958).

## Биография
Борис Васильев родился 20 июня 1928 года в Крымской АССР.
После срочной службы в Советской Армии вернулся в Крым, где работал машинистом экскаватора в тресте «Керчьметаллургстрой», который занимался восстановлением разрушенной во время Великой Отечественной войны Керчи, строительством предприятий и социальных объектов, добычей строительного сырья и изготовлением стройматериалов. Васильев вёл земляные работы, поддерживал строительно-монтажные работы в северо-восточной части Крыма — в городах Керчь, Красноперекопск, Джанкой, Феодосия и их окрестностях.
9 августа 1958 года указом Президиума Верховного Совета СССР за выдающиеся успехи, достигнутые в строительстве и промышленности строительных материалов, получил звание Героя Социалистического Труда с вручением ордена Ленина и золотой медали «Серп и Молот».
С 1962 года работал на строительстве дороги между Армянском и стройплощадкой завода двуокиси титана, расширении железнодорожных путей до станции Вадим, разводящих сетей водоснабжения.
Жил в Керчи.
Награждён медалями.
Дата смерти неизвестна.